# Caterina Murino
Caterina Murino (Cagliari, 15 september 1977) is een Italiaanse actrice. Ze begon haar carrière als model, maar werd in 1999 ook actief als actrice.
Murino speelde onder andere in de James Bondfilm Casino Royale (2006) als Solange (de vriendin van een misdadiger en kortstondige Bond-girl) en in de driedelige Britse televisieserie Inspector Aurelio Zen (2011).